# Dálnice v Japonsku

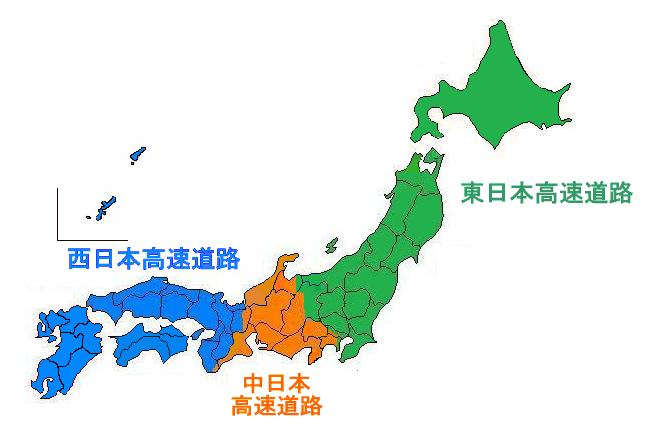
Rozdělení Japonska podle NEXCO: NEXCO západ modře, NEXCO central oranžově a NEXCO východ zeleně

Dálnice (japonsky 高速 道路, kōsoku-dōro - vysokorychlostní silnice) v Japonsku tvoří hlavní místní automobilové trasy. Propojují největší japonská města a ostrovy, tvoří důležité obchvaty a spojnice. V současné době (2017) je v Japonsku v provozu asi 10 000 km dálnic. Provoz dálnic zajišťuje společnost NEXCO: NEXCO East na východě, NEXCO Central v centrálním Japonsku a NEXCO West na západě.

## Všeobecné údaje
Před číslem dálnice se v Japonsku, podobně jako v evropských zemích píše písmeno, které odlišuje různé typy japonských dálnic:
Písmenem E se značí většina hlavních dálkových tahů, propojující nejdůležitější destinace v Japonsku. Některé novější dálnice postaveny paralelně s těmi starými mohou mít na konci příponu - A (např. E2A)

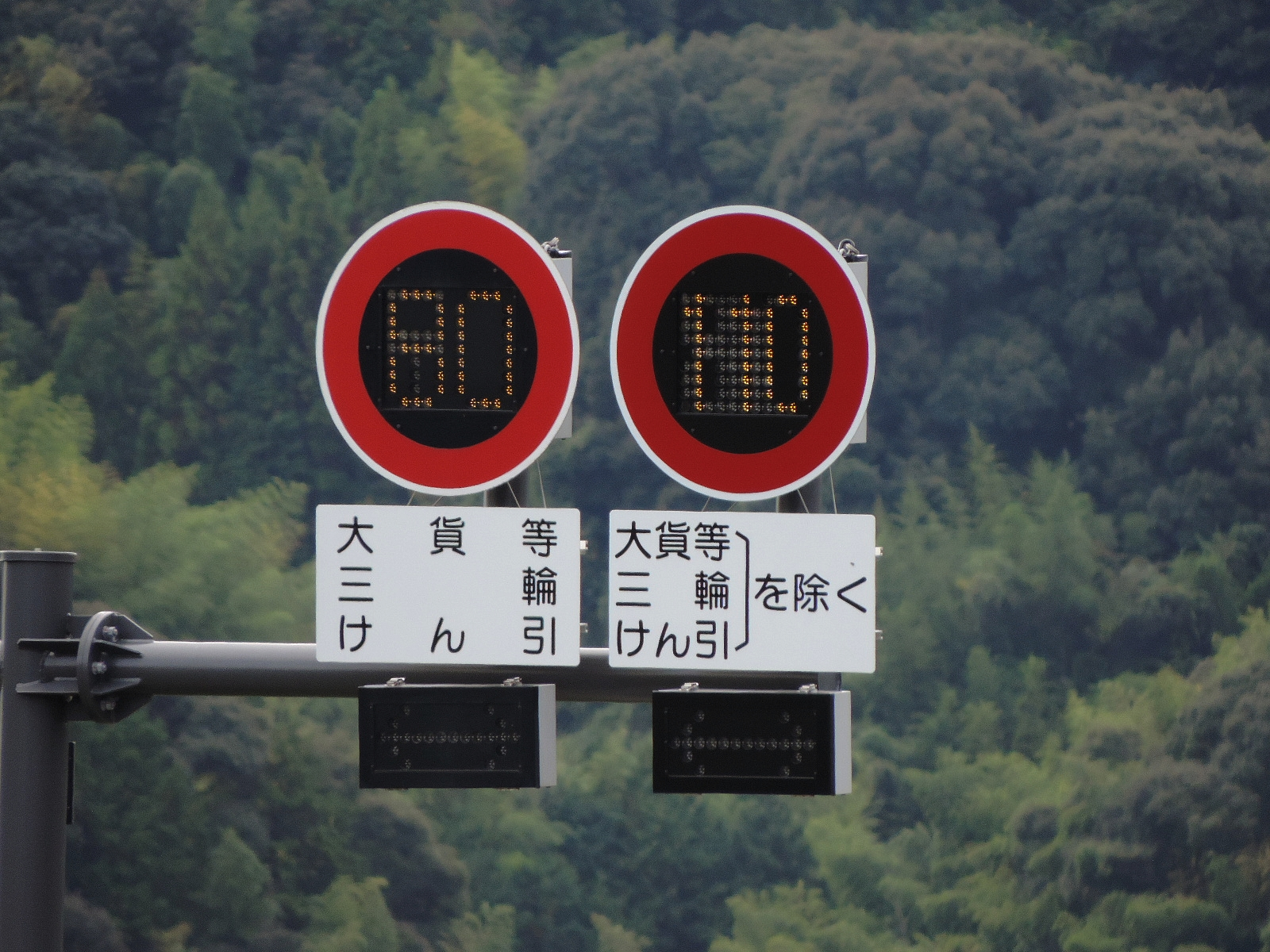
Elektronické tabule ukazující rychlostní limity v Japonsku

Okruhy, obchvaty a městské cesty se značí písmenem C.                                                                                                                                     

Maximální povolená rychlost v Japonsku

### Rychlostní limity
Maximální povolená rychlost na japonských dálnicích je pro osobní automobily 100 km/h. Další rychlostní omezení se liší podle japonských zemí, většinou však bývá maximální rychlost mimo město 40 - 50 km/h a ve městě 25 - 40 km/h.

### Zpoplatnění
Na naprosté většině japonských dálnic je zpoplatnění pomocí mýtných bran, přičemž se platí vždy za ujeté úseky, tzn. při vjedzu na dálnici řidič obdrží kartu, kterou při sjezdu z dálnice odevzdá a zaplatí za ujetou vzdálenost. Možností je také zakoupit si do auta systém elektronického mýtného (ETC) a platit bez zastavení na elektronických mýtných branách.

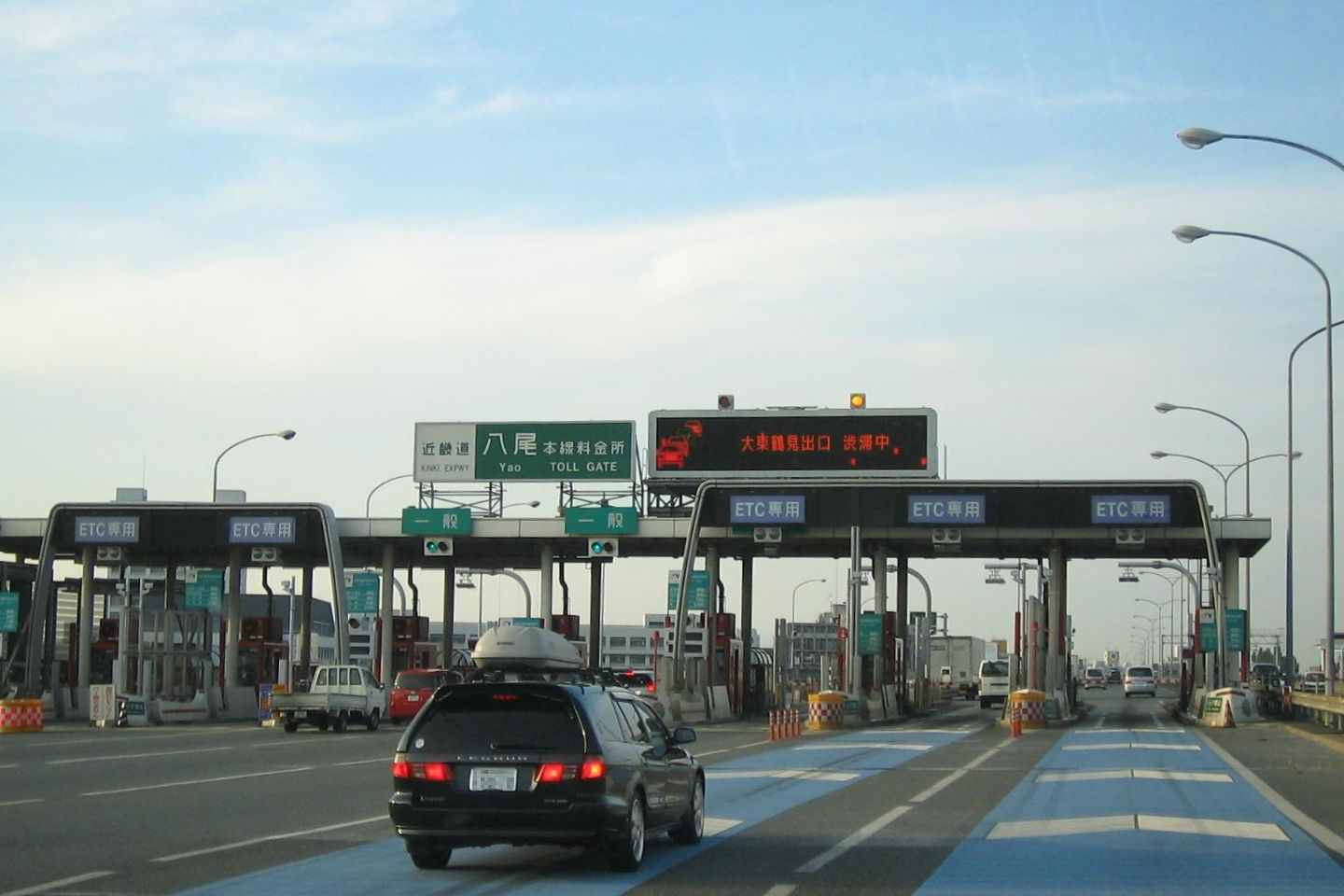
Mýtná brána na japonské dálnici Kinki

Tabulka cen dálnic za ujetý kilometr v Japonsku: (ceny v Kč převedeny, k 17.12. 2017)                                                                                        
| Typ vozidla                       | Cena za km | Cena za km | Cena za míli | Cena za míli |
| Typ vozidla                       | JPY        | CZK        | JPY          | CZK          |
| --------------------------------- | ---------- | ---------- | ------------ | ------------ |
| Lehké auto a motocykl             | 16,68      | 3,23       | 3,49         | 6,10         |
| Klasický osobní automobil         | 24,60      | 4,76       | 39,36        | 7,63         |
| Malý a střední nákladní automobil | 29,52      | 5,72       | 47,23        | 9,15         |
| Velký nákladní vůz                | 40,59      | 7,86       | 64,94        | 12,58        |
| Přívěs, karavan, obytný vůz       | 67,65      | 13,11      | 108,24       | 20,98        |

Očekává se, že finance na výstavbu dálnic budou formou mýtného navráceny 45 let po privatizaci (rok 2050), poté budou silniční daně zrušeny.

## Historie
Po Druhé světové válce došlo k ekonomickému růstu Japonska, což vedlo k masivnímu nárůstu automobilové dopravy v zemi. Mnohonásobně většímu náporu silniční dopravy však neodpovídal stav silnic: v roce 1956 bylo pouze 23% japonských cest zpevněných. V tomtéž roce byla tedy zřízena Japonská veřejná korporace dálnic (JH), která měla na starosti budování dálniční sítě v Japonsku. Již v roce 1957 tak začala výstavba první japonské dálnice, která spojovala města Nagoja a Kóbe. Její první část byla otevřená v roce 1963. Později byly založeny další korporace, které měly na starosti výstavbu městských dálnic. 
Roku 1966 byl formálně schválem plán pro výstavbu 7600 dálnic, který byl roku 1987 rozšířen na 14 000 km. Roku 2012 pak dokončené úseky přesáhly 10 000 km. V říjnu 2005 byla v rámci reformních politik premiéra Džuničiró Koizumiho zprivatizovány veřejné korporace za výstavbu dálnic. Tímto byla korporace JH rozdělena na společnosti NEXCO, zajišťující provoz dálnic v různých místech Japonska: NEXCO East na východě, NEXCO Central v centrálním Japonsku a NEXCO West na západě.

### Financování
Japonské dálnice byly vždy financovány převážně "na dluh". Zplaceny jsou zatím pouze dvě dálnice (Meishin a Tomei). Roku 1972 bylo rozhodnuto o zavedení mýtného, které pomůže splatbě dálnic. Výstavba dálnic v Japonsku je poměrně nákladná (částečně kvůli nutnému zabezpečení proti zemětřesení nebo důkladné hlukové izolaci). Roku 2009 byl předsedou vlády Tarem Asó představem plán na snížení mýtného o 30%.

## Typy dálnic

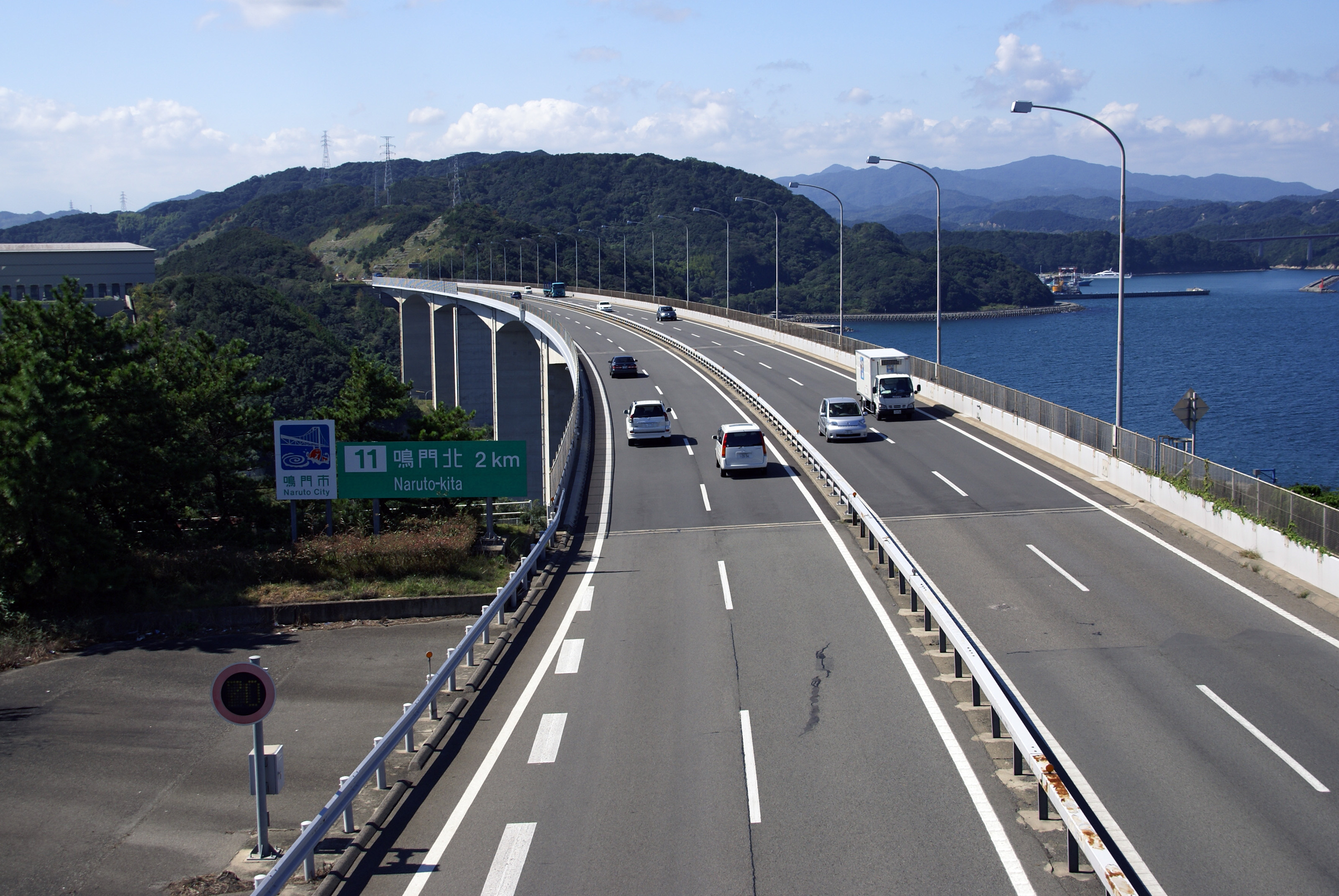
Dálnice v Japonsku

V Japonsku je rozlišováno několik typů rychlostních komunikací:                                                                                                                                                                            
- Národní dálnice  (高速 自動 车 国 道,  Kōsoku Jidōsha Kokudō) nejdůležitější dálkové komunikace spojující destinace na ostrovech Honšú, Kjúšú, Hokkaidó a Okinawa. Většinou se jedná o 4 - 6 proudové silnice.
- Městské rychlostní silnice (都市 高速 道路,  Toshi Kōsokudōro) tvoří obchvaty, spojnice a okruhy velkých měst, které jsou často z důvodu nedostatku prostoru vedeny jako viadukty nad úrovní města. Nejvíc městských rychlostních silnic je v Tokiu, Ósace, Nagoje, Hirošimě, Kitakjúšú a Fukuoce.
- Cesty pro motorová vozidla (自動 車 専 用 道路,  Jidōsha Senyō Dōro) jsou méně významné rychlostní komunikace, tvoří doplněk silniční infrastruktury.

## Seznam dálnic
Seznam nejvýznamnějších japonských národních dálnic:

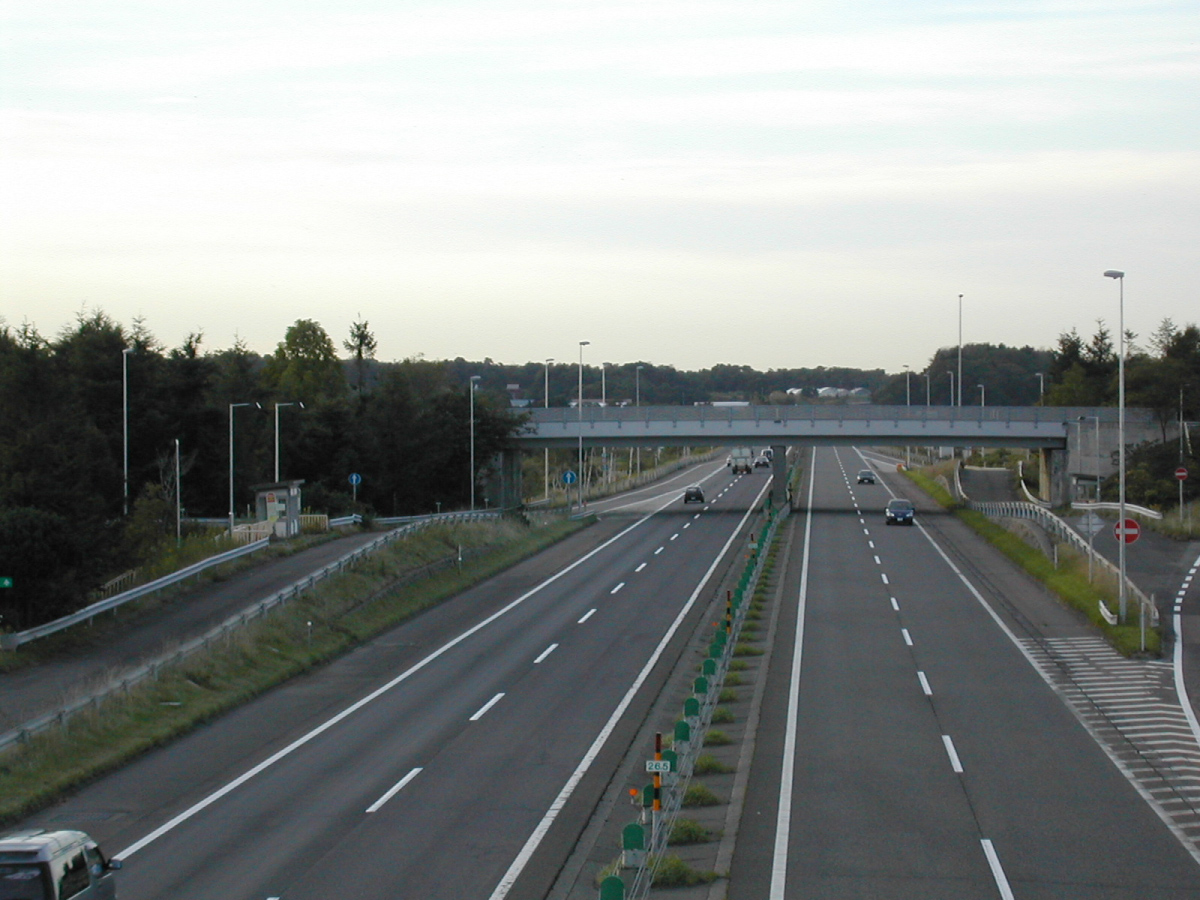
Dálnice Hokkaidó

| Značení                         | Název                  | Název                                      | Název                     | Trasa                                                                               |
| Značení                         | Název česky            | Název japonsky                             | Název anglicky            | Trasa                                                                               |
| ------------------------------- | ---------------------- | ------------------------------------------ | ------------------------- | ----------------------------------------------------------------------------------- |
| Chubu Odan Expwy Route Sign     | Dálnice Chūbu-Ōdan     | 中部横断自動車道, Chūbu Ōdan Jidōsha-dō    | Chūbu-Ōdan Expressway     | Šizuoka - Nagano                                                                    |
| Chuo Expwy Route Sign           | Dálnice Chūō           | 中央自動車道, Chūō Jidōsha-dō              | Chūō Expressway           | Tokio - Sagamihara - Kusugai - Komaki                                               |
| Higashi-Meihan Expwy Route Sign | Dálnice Higashi-Meihan | 東名阪自動車道, Higashimeihan Jidōsha-dō   | Higashi-Meihan Expressway | Nagoja - Jatomi - Kuwana - Jokkaiči - Suzuka - Ise-Seki                             |
| Hokuriku Expwy Route Sign       | Dálnice Hokuriku       | 北陸自動車道, Hokuriku Jidōsha-dō          | Hokuriku Expressway       | Niigata - Komacu - Fukui - Nagahama - Maibara                                       |
| Ise Expwy Route Sign            | Dálnice Ise            | 伊勢自動車道, Ise Jidōsha-dō               | Ise Expressway            | Ise-Seki - Macusaka - Ise                                                           |
| Isewangan Expwy Route Sign      | Dálnice Isewangan      | 伊勢湾岸自動車道, Isewangan Jidōsha-dō     | Isewangan Expressway      | Toyota - Nagoja - Kuwana - Jokkaiči                                                 |
| Kisei Expwy Route Sign          | Dálnice Kisei          | 紀勢自動車道, Kisei Jidōsha-dō             | Kisei Expressway          | Taki - Tanabe                                                                       |
| Meishin Expwy Route Sign        | Dálnice Meishin        | 名神高速道路, Meishin Kōsoku-dōro          | Meishin Expressway        | Komaki - Nišinomija                                                                 |
| Nagano Expwy Route Sign         | Dálnice Nagano         | 長野自動車道, Nagano Jidōsha-dō            | Nagano Expressway         | Okaya - Macumoto - Nagano                                                           |
| Shin-Meishin Expwy Route Sign   | Dálnice Shin-Meishin   | 新名神高速道路, Shin Meishin Kōsoku-dōro   | Shin-Meishin Expressway   | Jokkaiči - Kóbe                                                                     |
| Tokai-Hokuriku Expwy Route Sign | Dálnice Tōkai-Hokuriku | 東海北陸自動車道, Tōkaihokuriku Jidōsha-dō | Tōkai-Hokuriku Expressway | Ičinomija - Tonami                                                                  |
| Tomei Expwy Route Sign          | Dálnice Tōmei          | 東名高速道路, Tōmei Kōsoku-dōro            | Tōmei Expressway          | Tokio - Kawasaki - Jokohama - Fudži - Hamamacu - Šizuoka - Toyota - Nagoja - Komaki |
| Shin-Tomei Expwy Route Sign     | Dálnice Shin-Tōmei     | 新東名高速道路, Shin Tōmei Kōsoku-dōro     | Shin-Tōmei Expressway     | Tokio - Nagoja - Ósaka                                                              |